# Cristian Llama
Cristian Ezequiel Llama (Lomas de Zamora, 26 giugno 1986) è un calciatore argentino, centrocampista dell'Akragas.

## Biografia
Ha il passaporto spagnolo.

## Caratteristiche tecniche
Cristian è un jolly di centrocampo in grado di giocare in varie posizioni: la preferita è quella di ala sinistra in un attacco a tre, ma può giocare anche come esterno sinistro o come centrocampista centrale. Ha buone doti tecniche, bravo nel saltare l'uomo e nel fornire assist.

## Carriera

### Argentina e l'approdo in Italia
Cresce nell'Arsenal con cui il 25 agosto del 2004 esordisce nella Primera Division Argentina; nello stesso anno ha modo di disputare la Copa Sudamericana. Nell'estate del 2007 viene acquistato dal Catania. Nel gennaio 2008 torna in Argentina, in prestito al Newell's Old Boys, giocando appena tre partite.

### Catania
Nella stagione 2008-2009, con l'arrivo di Walter Zenga sulla panchina catanese, riesce a ottenere maggiore spazio.
In quella successiva è quasi sempre titolare. Dopo le amichevoli estive in cui dimostra ottime qualità l'argentino diventa uno dei punti fermi del Catania sia con Atzori che con Mihajlović.
Alla ventesima giornata segna il suo primo gol ufficiale in Italia, portando in vantaggio la sua squadra contro la Sampdoria al Luigi Ferraris: la partita si conclude 1-1.
Alla settima giornata del girone di ritorno segna il suo secondo gol nel 4-0 contro il Bari.
Il 7 marzo 2010, nella trasferta contro il Cagliari, commettendo fallo su Andrea Lazzari, subisce un grave infortunio al ginocchio, dovendo rimanere fuori dai campi di gioco per oltre sette mesi. Rientra il 17 ottobre 2010 negli ultimi minuti di Catania-Napoli.
Il 13 marzo 2011, nella sfida interna contro la Sampdoria, realizza la sua prima rete stagionale.

### Fiorentina
Il 31 agosto 2012, ultimo giorno di calciomercato, passa in prestito alla Fiorentina, col diritto di riscatto fissato a 3 milioni di euro. Esordisce in maglia viola il 4 novembre in Fiorentina-Cagliari.

### Veracruz
Dopo aver rescisso col Catania, il 23 agosto 2013 viene ingaggiato dai messicani del Veracruz.

### Ritorno in Argentina
Dal 2014 al 2018 torna in patria e gioca con vari club argentini: prima in Primera Division con il Colón e l'Aldosivi, poi, dal 2017, nella seconda divisione con il Agropecuario e con il GyE Mendoza.

### Ritorno a Catania, Argentina e Akragas
Nell'esatate del 2018 torna a Catania con il club in Serie C. A causa dei problemi finanziari, il 2 gennaio 2020 concorda la rescissione contrattuale. Dopo altri 3 anni in Argentina, il 5 luglio 2023 torna in Sicilia e si accasa all'Akragas.

### Puteolana 1902 e Aci Sant'Antonio
Il 5 gennaio 2024 viene annunciato come nuovo acquisto della Puteolana 1902. Nell'estate del medesimo anno viene acquistato dall'Aci Sant'Antonio, squadra siciliana di Eccellenza.

## Statistiche
Presenze e reti nei club
Statistiche aggiornate al 4 maggio 2025.
| Stagione                     | Squadra                  | Campionato             | Campionato | Campionato | Coppe nazionali | Coppe nazionali | Coppe nazionali | Coppe continentali      | Coppe continentali | Coppe continentali | Altre coppe | Altre coppe | Altre coppe | Totale | Totale |
| Stagione                     | Squadra                  | Comp                   | Pres       | Reti       | Comp            | Pres            | Reti            | Comp                    | Pres               | Reti               | Comp        | Pres        | Reti        | Pres   | Reti   |
| ---------------------------- | ------------------------ | ---------------------- | ---------- | ---------- | --------------- | --------------- | --------------- | ----------------------- | ------------------ | ------------------ | ----------- | ----------- | ----------- | ------ | ------ |
| 2004-2005                    | Arsenal Sarandí          | PD                     | 16         | 2          | -               | -               | -               | Coppa Sudamericana 2004 | 1                  | 0                  | -           | -           | -           | 17     | 2      |
| 2005-2006                    | Arsenal Sarandí          | PD                     | 19         | 0          | -               | -               | -               | -                       | -                  | -                  | -           | -           | -           | 19     | 0      |
| 2006-2007                    | Arsenal Sarandí          | PD                     | 22         | 4          | -               | -               | -               | -                       | -                  | -                  | -           | -           | -           | 22     | 4      |
| Totale Arsenal Sarandí       | Totale Arsenal Sarandí   | Totale Arsenal Sarandí | 57         | 6          |                 | -               | -               |                         | 1                  | 0                  |             | -           | -           | 58     | 6      |
| 2007-gen. 2008               | Catania                  | A                      | 1          | 0          | CI              | 0               | 0               | -                       | -                  | -                  | -           | -           | -           | 1      | 0      |
| gen.2008-2008                | Newell's Old Boys        | PD                     | 3          | 0          | -               | -               | -               | -                       | -                  | -                  | -           | -           | -           | 3      | 0      |
| 2008-2009                    | Catania                  | A                      | 16         | 0          | CI              | 1               | 0               | -                       | -                  | -                  | -           | -           | -           | 17     | 0      |
| 2009-2010                    | Catania                  | A                      | 23         | 2          | CI              | 2               | 0               | -                       | -                  | -                  | -           | -           | -           | 25     | 2      |
| 2010-2011                    | Catania                  | A                      | 15         | 1          | CI              | 1               | 0               | -                       | -                  | -                  | -           | -           | -           | 16     | 1      |
| 2011-2012                    | Catania                  | A                      | 15         | 0          | CI              | 2               | 0               | -                       | -                  | -                  | -           | -           | -           | 17     | 0      |
| 2012-2013                    | Fiorentina               | A                      | 5          | 0          | CI              | 1               | 0               | -                       | -                  | -                  | -           | -           | -           | 6      | 0      |
| 2013-2014                    | Veracruz                 | PD                     | 15         | 0          | Copa MX         | 4               | 0               | -                       | -                  | -                  | -           | -           | -           | 19     | 0      |
| 2014-2015                    | Colón (SF)               | PD                     | 14+4+2     | 5          | CA              | 1               | 0               | -                       | -                  | -                  | -           | -           | -           | 21     | 5      |
| 2016                         | Aldosivi                 | PD                     | 12         | 1          | CA              | 1               | 0               | -                       | -                  | -                  | -           | -           | -           | 13     | 1      |
| 2016-2017                    | Aldosivi                 | PD                     | 15         | 0          | CA              | 1               | 0               | -                       | -                  | -                  | -           | -           | -           | 16     | 0      |
| ago. 2017-gen. 2018          | Agropecuario             | PBN                    | 8          | 1          | CA              | 0               | 0               | -                       | -                  | -                  | -           | -           | -           | 8      | 1      |
| gen. 2018-lug. 2018          | Gimnasia (M)             | PBN                    | 11         | 2          | CA              | 0               | 0               | -                       | -                  | -                  | -           | -           | -           | 11     | 2      |
| 2018-2019                    | Catania                  | C                      | 12+3       | 0          | CI+CI-C         | 0               | 0               | -                       | -                  | -                  | -           | -           | -           | 15     | 0      |
| 2019-2020                    | Catania                  | C                      | 10         | 0          | CI-C            | 2+2             | 0               | -                       | -                  | -                  | -           | -           | -           | 14     | 0      |
| Totale Catania               | Totale Catania           | Totale Catania         | 92+3       | 3          |                 | 10              | 0               |                         | -                  | -                  |             | -           | -           | 105    | 3      |
| feb. 2020 - 2021             | Gimnasia (M)             | PBN                    | 5+1        | 2          |                 |                 |                 |                         |                    |                    |             |             |             | 6      | 2      |
| 2021                         | Gimnasia (M)             | PBN                    | 26+7       | 4+1        |                 |                 |                 |                         |                    |                    |             |             |             | 33     | 5      |
| 2022                         | Mushuc Runa              | A                      | 6          | 0          |                 |                 |                 | Coppa Sudamericana      | 2                  | 0                  |             |             |             | 8      | 0      |
| 2022                         | Club Atlético San Martín | PBN                    | 12+1       | 1          |                 |                 |                 |                         |                    |                    |             |             |             | 13     | 1      |
| 2023                         | Atletico de Rafaela      | PBN                    | 11         | 1          |                 |                 |                 |                         |                    |                    |             |             |             | 11     | 1      |
| 2023-2024                    | Akragas                  | D                      | 10         | 1          | CI-D            | 3               | 2               | -                       | -                  | -                  | -           | -           | -           | 13     | 3      |
| gen. - giugno 2024           | Puteolana 1902           | Ecc.                   | 9          | 0          | CI-Ecc.         | 1               | 0               |                         |                    |                    |             |             |             | 10     | 0      |
| ago. - dicembre 2024         | Aci Sant'Antonio         | Ecc.                   | 5          | 3          | CI-Ecc.         | 3               | 0               |                         |                    |                    |             |             |             | 8      | 3      |
| dicembre 2024 - gennaio 2025 | Misterbianco             | Ecc.                   | 5          | 1          | -               | -               | -               |                         |                    |                    |             |             |             | 5      | 1      |
| gen. - giugno 2025           | Kamarat                  | Prom.                  | 8+2        | 1+1        | -               | -               | -               |                         |                    |                    |             |             |             | 10     | 2      |
| Totale carriera              | Totale carriera          | Totale carriera        | 349        | 34         |                 | 25              | 2               |                         | 3                  | 0                  |             |             |             | 377    | 36     |